# 운동성
운동성(motility)은 생물이 대사 에너지를 사용하여 독립적으로 움직이는 능력이다.

## 정의
운동성, 즉 대사 에너지를 사용하여 독립적으로 움직이는 생물의 능력은 자체 이동 수단이 없고 일반적으로 움직이지 않는 유기체의 상태인 고정성과 대조될 수 있다. 운동성은 물체가 움직이는 능력인 이동성과 다르다. vagility라는 용어는 운동성과 이동성을 모두 포함한다. 식물과 곰팡이를 포함한 고착성 유기체는 종종 바람, 물 또는 기타 유기체와 같은 다른 물질에 의해 분산될 수 있는 과일, 씨앗 또는 포자와 같은 불안정한 부분을 가지고 있다.
운동성은 유전적으로 결정되지만 독소와 같은 환경적 요인에 의해 영향을 받을 수도 있다. 신경계와 근골격계는 포유류 운동의 대부분을 제공한다.
동물의 운동 외에도 대부분의 동물은 운동성이 있지만 일부 동물은 수동적 운동을 하는 것으로 미약하게 묘사된다. 일부 바이러스와 다세포 유기체를 포함한 많은 박테리아와 기타 미생물은 운동성이 있다. 다세포 기관 및 조직의 일부 체액 흐름 메커니즘도 위장 운동과 마찬가지로 운동성의 사례로 간주된다. 운동성이 있는 해양 동물을 일반적으로 자유 수영이라고 하며, 운동성이 있고 기생하지 않는 유기체를 자유 생활이라고 한다.
운동성에는 소화관을 통해 음식을 이동시키는 유기체의 능력이 포함된다. 장 운동성에는 연동 운동과 분할이라는 두 가지 유형이 있다. 이러한 운동성은 내강 내용물을 다양한 분비물과 혼합하고(분할) 소화관을 통해 입에서 항문으로 내용물을 이동시키는(연동운동) 위장관 내 평활근의 수축에 의해 발생한다.